# Prostatectomia
La prostatectomia consiste nella rimozione chirurgica di tutta o parte della ghiandola prostatica.
L'ingrossamento della prostata è in genere in relazione a iperplasia prostatica benigna (IPB), ma a volte può essere dovuto ad altre anomalie come un tumore prostatico.
L'iperplasia della ghiandola può limitare il normale flusso di urina attraverso l'uretra, causando disagio e difficoltà di svuotamento.
In una fase iniziale il trattamento medico può prevedere l'utilizzo di farmaci come la finasteride, utili nel prevenire la restrizione dell'uretra, talvolta così efficaci da rendere inutile l'intervento chirurgico.
Tuttavia una volta verificatasi una significativa limitazione dell'efflusso urinario, il rischio di uropatia ostruttiva incrementa notevolmente e può evolvere verso gravi danni renali se non trattata (nefropatia ostruttiva).
L'intervento può essere eseguito con metodi diversi a seconda dello stato della ghiandola.

## Resezione transuretrale della prostata (TURP)
Questo tipo di intervento viene spesso utilizzato in caso di iperplasia prostatica benigna (IBP), e, talvolta, per determinare un sollievo sintomatico in soggetti affetti da carcinoma della prostata.

Un cistoscopio (resettoscopio, strumento endoscopico dotato di un angolo di visione a 30 gradi, attraverso il quale si possono utilizzare diversi strumenti di lavoro) viene passato attraverso l'uretra fino alla prostata, il cui tessuto viene gradualmente asportato.
Questo tipo di operazione è molto comune nei soggetti affetti da iperplasia prostatica benigna e i risultati dell'intervento sono eccellenti in una percentuale molto elevata di pazienti (80-90%).

### TURP convenzionale (monopolare)
Il metodo convenzionale di TURP comporta una rimozione di tessuto utilizzando un anello di filo attraverso il quale scorre della corrente elettrica in una sola direzione (quindi monopolare) attraverso il resettoscopio. Il passaggio di corrente elettrica è sufficiente a tagliare e cicatrizzare il tessuto. È necessaria una messa a terra e una costante irrigazione tramite un appropriato fluido non conduttivo per evitare che questa corrente possa disturbare i tessuti circostanti. Questo fluido utilizzato (normalmente glicina) può causare danni ai tessuti circostanti dopo una esposizione prolungata. Per questo motivo il tempo dell'intervento chirurgico è necessariamente limitato.

### TURP bipolare
La TURP bipolare è una tecnica più recente, simile alla precedente, che utilizza una corrente bipolare per rimuovere il tessuto.
Con la TURP bipolare è possibile procedere a irrigazione salina e ciò elimina la necessità di una messa a terra, annullando il rischio di iponatremia post-TURP (sindrome TUR) e riducendo il rischio di altre possibili complicazioni.
Un ulteriore vantaggio è dato dal fatto che la Turp bipolare non è soggetta ai vincoli temporali chirurgici che invece limitano la TURP convenzionale.

### Resezione plasmacinetica
Questa procedura utilizza del vapore ionizzato che viene prodotto da correnti elettriche ad alta intensità ed alta frequenza erogate nell'area della prostata da un elettrodo bipolare in ambiente salino. Il tessuto prostatico viene vaporizzato e la tecnica è un perfezionamento della "elettrovaporazione".
Questa procedura è considerata da alcune ricerche meno intrusiva e si caratterizzerebbe per il minor rischio di complicazioni post-operatorie rispetto alla resezione monopolare.

## Intervento di chirurgia laser della prostata
Un altro metodo chirurgico per rimuovere il tessuto prostatico utilizza l'energia del laser.
L'intervento di chirurgia laser della prostata prevede che un cavo in fibra ottica venga spinto attraverso l'uretra e sia utilizzato per trasmettere impulsi laser.
Con il laser si può ottenere la vaporizzazione, la vaporesezione, la vapoenucleazine o l'enucleazione della prostata, di suoi adenomi o  suoi adenocarcinomi.
Le sorgenti disponibili sono:
- laser olmio-Nd:YAG (Ho:YAG) che emette nel vicino infrarosso (2140 nm)[8]
- laser potassio titanil fosfato-Nd:YAG (KTP) che emette nel "verde" (532 nm)[9]
- laser tullio-Nd:YAG (Tm:YAG) che emette nel vicino infrarosso (2013 nm)[10]
- laser a fibra di tullio (TLF) che emette nel vicino infrarosso (1940 nm)[11]
- laser litio tetraborato-Nd:YAG (LOP) che emette nel "verde" (532 nm)[9]
- laser a diodi che possono emettere da 375 nm e 1800 nm e che sono stati utilizzati in interventi alla prostata con lunghezze d'onda di 980 nm, ma anche di 940, 1318 e 1470 nm[7].

L'enucleazione laser comporta lo scollamento dell'adenoma o della parte ipertrofica della prostata che vengono spinti poi nella vescica e contemporaneamente la coagulazione della base della enucleazione. La massa di tessuto distaccata dalla prostata viene poi sminuzzata e aspirata mediante uno strumento detto morcellatore.
Le tecniche laser hanno dimostrato un’efficacia simile a quella della tradizionale elettrochirurgica TURP.
I vantaggi specifici nell'utilizzo di energia laser, piuttosto che la TURP, consiste nella capacità di rimuovere adenomi di maggiori dimensioni ed in una diminuzione nella relativa perdita di sangue, eliminando il rischio di iponatremia post-TURP (sindrome TUR).
Un altro vantaggio si riscontra nella possibilità di effettuare l’esame istologico sui tessuti aspirati dal morcellatore, per poter confermare la diagnosi di ipertrofia benigna o escludere patologie neoplastiche.
Questa tecnica si adatta particolarmente nel trattamento di ghiandole grandi, fino a 200 ml, e può consentire in ceri casi anche il trattamento di pazienti che sono in terapia anticoagulante per altre patologie.

## Prostatectomia a cielo aperto
In una prostatectomia a cielo aperto si accede alla ghiandola attraverso l'esecuzione di un'incisione chirurgica che permette la manipolazione manuale e la visualizzazione dell'organo stesso attraverso l'incisione.
I tipi più comuni di prostatectomia a cielo aperto sono la prostatectomia radicale retropubica (PRR) e la prostatectomia radicale perineale (PRP).

### Prostatectomia radicale retropubica
L'incisione, in una prostatectomia radicale retropubica (PRR), viene eseguita nel basso addome, e la prostata viene rimossa, portandosi fin dietro l'osso pubico (retropubica).

### Prostatectomia radicale perineale
L'incisione, in una prostatectomia radicale perineale (PRP), viene fatta nel perineo, all'incirca a metà distanza tra il retto e lo scroto, e attraverso questa incisione si provvede alla rimozione della prostata. Questa procedura è diventata meno comune per il fatto che comporta un accesso limitato ai linfonodi, oltre a diverse difficoltà nell'evitare il decorso dei nervi.

### Prostatectomia sovrapubica transvescicale
Un altro tipo di prostatectomia a cielo aperto è la prostatectomia sovrapubica transvescicale (PSTV), conosciuta anche come procedura di Hryntschak.
La procedura fu sperimentata ed eseguita per la prima volta nei primi anni 30 dall'urologo austriaco Theodor Hryntschak (1889-1952): la procedura prevede un'incisione da eseguirsi in vescica.
La prostatectomia sovrapubica transvescicale rimane un trattamento chirurgico comune per l'ipertrofia prostatica in Africa, ma è stata in gran parte soppiantata dalla TURP in Occidente.
Questa procedura trova comunque indicazione nei pazienti obesi a causa dei vincoli chirurgici e dei limiti di tempo associati alla TURP convenzionale.

## Procedura di prostatectomia radicale laparoscopica (CALP)
Questa è una procedura laparoscopica che comporta l'esecuzione di quattro piccole incisioni sull'addome. Queste incisioni vengono utilizzate per rimuovere l'intera ghiandola prostatica. Si tratta di un trattamento diffuso nei soggetti con cancro della prostata.

### Prostatectomia radicale laparascopica computer assistita
Strumenti informatici assistiti vengono inseriti attraverso una serie di piccole incisioni addominali. Questa strumentazione è direttamente controllata da un chirurgo. Alcuni autori si riferiscono alla tecnica utilizzando il termine 'robot assistita', termine improprio in quanto le procedure sono sì eseguite con un dispositivo computerizzato, ma per mano umana di un chirurgo.
I dispositivi computer-assistiti consentono al chirurgo maggiore destrezza e una migliore visione. L'aspetto negativo è la mancanza di qualsiasi feedback tattile rispetto alla laparoscopia convenzionale.
Quando è eseguita da un chirurgo specificamente addestrato e con esperienza nell'uso della CALP, ci possono essere diversi vantaggi rispetto alla prostatectomia a cielo aperto, tra questi la possibilità di eseguire incisioni più piccole, meno dolore, minori rischi emorragici, minori rischi di infezione, tempi di guarigione più veloci e una più breve degenza ospedaliera.
Il costo di questa procedura è superiore, mentre la superiorità funzionale e oncologica a lungo termine deve ancora essere chiaramente stabilita.

## Effetti sessuali della prostatectomia
La rimozione chirurgica della prostata comporta per i pazienti un aumentato rischio di disfunzione erettile.
La chirurgia nerve-sparing riduce il rischio che i pazienti possano andare incontro a disfunzione erettile.
Tuttavia, sia l'esperienza sia l'abilità del chirurgo nerve sparing, nonché di qualsiasi chirurgo, sono fattori critici determinanti la probabilità di disfunzione erettile.

### Rimedi per la disfunzione sessuale post-operatoria
Pochissimi chirurghi sostengono che i pazienti ritornano alla funzione erettile che avevano prima dell'esecuzione dell'intervento.
La disfunzione può essere almeno in parte recuperata assumendo sildenafil o altri inibitori della 5 fosfodiesterasi.
Allo stato dell'arte mentre esistono diverse strategie di prevenzione e trattamento per la conservazione e il recupero della funzione sessuale, non esistono linee guida specifiche o raccomandazioni per quanto riguarda la riabilitazione ottimale.